# Borjana Krištová
Borjana Krištová (nepřechýleně Krišto, rozená Krželjová; * 13. srpna 1961, Livno, SFRJ) je bosenskochorvatská politička, která od 25. ledna 2023 působí jako 11. předsedkyně Rady ministrů Bosny a Hercegoviny, tj. místní vlády. Předtím v letech 2007 až 2011 působila jako 8. prezidentka Federace Bosny a Hercegoviny. Je první ženou na obou pozicích.

## Biografie
Krištová vystudovala střední školu v Livnu práva na Právnické fakultě v Banja Luce. Od roku 1995 byla členkou Chorvatského demokratického společenství. Do roku 1999 pracovala v soukromé sektoru, poté byla ministryní spravedlnosti a veřejné správy v Kantonu 10 na západě země.
Kandidovala za svou stranu na křeslo v bosenském předsednictvu jako chorvatský člen ve všeobecných volbách v roce 2010 i 2022, ani jednou však nebyla zvolena. 
Byla členkou jak celobosenské Sněmovny lidu, tak Sněmovny reprezentantů. V letech 2007 až 2011 byla prezidentkou Federace Bosny a Hercegoviny jako historicky první žena. V lednu 2023 byla Krišto po všeobecných volbách v roce 2022 jmenována předsedkyní Rady ministrů na celobosenské úrovni.
Z cizích jazyků ovládá francouzštinu.